# Henry López
Henry David López Guerra (ur. 8 sierpnia 1992 w Gwatemali) – gwatemalski piłkarz, grający na pozycji napastnika. Mierzy 170 cm wzrostu.

## Kariera klubowa
Karierę piłkarską López zaczynał w Municipalu Gwatemala, gdzie występował w latach 2002–2010. W 2011 roku piłkarz przeniósł się do Brazylii, gdzie reprezentował barwy Noroeste Bauru. Wystąpił tylko w jednym meczu, a z powodu problemu z wizą musiał wrócić do Gwatemali. W 2012 roku López był zawodnikiem meksykańskiego Tigres UANL.
21 lutego 2013 podpisał kontrakt z New York Cosmos.

## Kariera reprezentacyjna
W reprezentacji Gwatemali López zadebiutował w 2009 roku. Wziął udział w Złotym Pucharze CONCACAF 2011, gdzie występował w dwóch spotkaniach, a Gwatemala odpadła z tego turnieju w ćwierćfinale. Dotychczas w kadrze Gwatemali López rozegrał 4 spotkania i nie strzelił gola.